# 豊代町
豊代町（とよしろちょう）は、栃木県佐野市の地名。

## 地理

### 河川
- 秋山川

## 歴史

### 沿革
- 1889年（明治22年）4月1日 町村制施行により、豊代村、牧村、仙波村が合併し安蘇郡常盤村が成立する。
- 1955年（昭和30年）1月8日 常盤村が（旧）葛生町、氷室村と合併し、葛生町大字豊代となる。
- 2005年（平成17年）2月28日 葛生町が（旧）佐野市、田沼町と合併し、佐野市豊代町となる[2]。

## 小・中学校の学区
市立小・中学校に通う場合の学区は以下の通りとなる。
| 町丁   | 小学校             | 中学校             |
| ------ | ------------------ | ------------------ |
| 豊代町 | 佐野市立常盤小学校 | 佐野市立常盤中学校 |

## 主な施設
- 佐野市立常盤中学校
- 佐野市立ときわ保育園
- 三日月神社
- 天満宮
- 最勝院
- 田名網集落センター
- 八幡神社
- 宝性院
- 箱石神社
- SUBARU 研究実験センター
- 葛生町小径木加工協同組合
- セレモニーホールくずう